# Могучие рейнджеры: Ярость джунглей
Могучие рейнджеры: Ярость Джунглей (англ. Power Rangers Jungle Fury) — шестнадцатый сезон популярного американского телесериала «Могучие рейнджеры», основанный на тридцать первом сезоне японского телесериала «Super Sentai», «Отряд Звериного стиля — Гекирейнджеры». 

## Сюжет
Около 10000 лет назад на Земле объявилось великое зло в лице демона по имени Дай Ши. Сей демон обладал огромной силой и злобой, так как он взял от различных животных Земли их силу, злость, ярость и энергию, после чего начал войну на уничтожение людей. Его армия кроме черной магии также использовала в бою приемы, позаимствованные у разных животных планеты (гораздо позднее все это было названо боевыми искусствами).
Однако группа людей переняла тактику Дай Ши и также изобрела свои собственные стили боя, основанные на подражании разным животным. Группа получила название "Пай Шуа" - "Орден Когтя". В великой битве армия Дай Ши была разбита, а сам он в виде бестелесного духа заточен в особый ящик.
Последователи группы "Пай Шуа" впоследствии принялись передавать ящик с заточенным внутри него духом Дай Ши из поколения в поколение. Каждое из следующих поколений бойцов "Пай Шуа", которое со временем превратилось в школу кунг-фу, использующую "звериные" стили боя, должно было избрать из своих рядов троих наиболее достойных, которые бы смогли стать новыми стражами ларца с духом демона Дай Ши.
Настал 2008-й год. Школа "Пай Шуа" в это время располагалась в густом лесу недалеко от города Оушн Блафф.
Глава "Пай Шуа" Мастер Мао выбирает трех лучших учеников школы - Джаррода, Тео и Лили в качестве очередных носителей миссии хранителей ларца с духом Дай Ши. Однако затем, увидев, что Джаррод стремится лишь к тому, чтобы стать самым сильным бойцом школы и не почитает моральных правил "Пай Шуа", Мао изменил свое решение и вместо Джаррода включил в троицу Кейси - начинающего ученика школы, поскольку рассмотрел в нем огромный потенциал.
В ярости Джаррод нападает на Мастера Мао и во время боя ларец с духом демона был случайно открыт. Вырвавшись на волю, дух Дай Ши овладел телом Джаррода, а перед этим убил Мастера Мао.
Умирающий Мастер Мао направляет Кейси, Тео и Лили в город, к хозяину пиццерии по имени ЭрДжей, который является скрытым мастером школы "Пай Шуа". У ЭрДжея троица должна научиться тому, как остановить Дай Ши и его армию, поскольку демон решил продолжить дело, которое прервали 10 000 лет назад древние мастера "Пай Шуа".
Дай Ши (который теперь слился с Джарродом в одну личность) укрывается в своем секретном замке, где находится армия его солдат - Ринши, а также его правая рука Камилла (стиль боя - хамелеон). Из простых Ринши злодеи могут создавать Дай Ринши - мастеров в каком-либо злом "животном" стиле боя, в свою очередь, Дай Ринши может стать Ринши Тварью, приняв монстроподобный облик.
ЭрДжей также видит в тройке учеников огромный потенциал и передает им три Солнечных Морфера - секретное оружие Пай Шуа, бывшее у него на хранении. С помощью этих Морферов троица учеников становится новой элитной командой героев — Могучими Рейнджерами Ярости Джунглей.
Кейси становится Красным Рейнджером, его стиль опирается на дух Тигра. Лили становится Желтым Рейнджером, она опирается на дух Гепарда. Тео превращается в Синего Рейнджера, его стиль связан с Ягуаром.
С помощью советов Мастера Мао (его тело умерло, но дух остался жив) и проявленной храбрости, новоявленные Могучие Рейнджеры узнают, что могут выпустить из себя духи "своих" зверей, превратить их в Зорды - Тигра, Гепарда и Ягуара, а потом и соединить в Джангл Прайд Мегазорд (Гордость Джунглей Мегазорд), который может побеждать огромных Дай Ринши (после поражения на земле монстры вырастают, впитав в себя человеческий страх).
Рейнджеры узнают, что теперь Джаррод и Дай Ши являются одним целым, сам Дай Ши может, используя стиль Джаррода (Лев), принимать облик воина в львиных доспехах.
Вскоре Камилла собирает для борьбы с Рейнджерами пять элитных Дай Ринши - Пять Когтей Яда (4-й эпизод), но в итоге четверо Дай Ринши уничтожены Рейнджерами, а их лидер Наджа, задумавший предать Дай Ши, уничтожен Камиллой (7-й эпизод).
Дай Ши (или Джаррод, теперь это одно и тоже) решает усилить себя и воскрешает Оверлорда Воздуха Карнизора (9-й эпизод). Карнизор (стиль ястреба) - могущественный демон, который становится наставником для Джаррода-Дай Ши. Камилла, которой не нравится Карнизор, вскоре воскрешает Оверлорда Воды Джеллику (стиль медузы), противопоставляя ее Карнизору (11-й эпизод).
Одновременно с этим Рейнджеры в сражениях против новых монстров злодеев прибегают к помощи мастеров школы "Пай Шуа" (Мастеров Фанта, Свупа и Финна), которые обучают их новым стилям и даруют им новое оружие и Зорды - Слона, Летучую Мышь и Акулу, которые способны образовать новые формации с Джангл Прайд Мегазордом.
Получив от тренировок с Оверлордами большую силу, Дай Ши (Джаррод) вызывает на бой всех троих Рейнджеров и побеждает их (13-й эпизод). Чтобы победить, Рейнджерам приходится отправиться в иное измерение и получить знания и умения трех погибших в древней великой битве Мастеров - Риллы, Гуин и Лоупа. После обучения у этих Мастеров Рейнджеры Джунглей получают новый Мастер Режим и могут вызывать Мастер Зордов (Горилла, Пингвин и Антилопа), которые можно объединить в новый Джангл Мастер Мегазорд (Повелитель Джунглей Мегазорд) (14-й эпизод).
По совету Карнизора и Джеллики Дай Ши воскрешает последнего и самого сильного из Оверлордов - Оверлорда Земли Гризагу (15-й эпизод). Однако Гризага (сражается в стиле медведя-гризли), узнав, что Дай Ши ныне находится в теле человека - Джаррода, отказывается служить ему и затем объявляет себя новым лидером злодеев. Обладая Силой Закадо (аналог Мастер Режима Рейнджеров), Гризага победил Дай Ши, который временно решил проявить покорность, надеясь изучить Силу Закадо и стать сильнее.
Затем наставник Рейнджеров ЭрДжей активирует секретный Волк Морфер и становится новым Фиолетовым Волком-Рейнджером, стремясь поддержать и усилить команду Рейнджеров (16-й эпизод). Новый Рейнджер также обладает новым Зордом - Волком и сражается в этом же стиле. С помощью Волка Джангл Прайд Мегазорд можно преобразовать в Волк Прайд Мегазорд.
Дай Ши отправляется к легендарному Нексусу, где хранится таинственная "великая сила" Пай Шуа, а Рейнджеры продолжают сражаться с армией Гризаги. В 19-м эпизоде к ним присоединяется еще один ученик школы Пай Шуа - Доминик, который сражается в стиле Носорога и становится новым Белым Носорогом-Рейнджером.
Дай Ши пытается попасть в легендарный Нексус - секретное место, воздвигнутое Пай Шуа, где спрятана некая "великая сила", дабы обладать этой силой и сокрушить Оверлордов. Туда же стремятся попасть Оверлорды и Рейнджеры. В конце-концов все достигают Нексуса, во время битвы в нем уничтожен Карнизор, а Доминик получает контроль над той самой "великой силой" - огромным Стальным Зордом-Носорогом, которого можно преобразовать в огромного робота (Гордость Носорога Мегазорд) (21-й эпизод).
Дай Ши во время пребывания в Нексусе становится сильнее и возвращает себе лидерство над своей армией. Гризага сходится в решающем бою с Рейнджерами и в ее итоге уничтожен новой формацией Зордов - Исходом Джунглей (22-й эпизод).
Последний Оверлорд - Джеллика, пытается воскресить трех Генералов Зверей-Фантомов - могущественных демонов, которые были уничтожены во время первой "звериной" войны. Воскресшие Звери-Фантомы (Скорч, Снеппер и Вайгер), однако, не желают служить Джеллике и уничтожают ее (23-й эпизод), после чего заявляют Дай Ши, что желают служить ему и сделать его своим Королем Зверей-Фантомов.
Вскоре Генералы Зверей-Фантомов (кроме них троих, есть еще 8 рядовых воинов Зверей-Фантомов) похищают Мастеров Финна, Свупа и Фанта, а затем с помощью своей магии получают контроль над тремя Мастерами и используют духи "их" животных, чтобы создать трех Призрачных Рейнджеров - Слона Рейнджера, Летучую Мышь Рейнджера и Акулу Рейнджера (23-й эпизод).
Однако затем Рейнджерам удается освободить из плена Мастеров и теперь Призрачные Рейнджеры сражаются на стороне Рейнджеров Джунглей (25-й эпизод).
Дай Ши, впечатленный в итоге силой Фантомов, соглашается стать их Королем и получает Силу Ринзин — древнюю силу Зверей-Фантомов, гораздо могущественней Силы Закадо и являющуюся источником их жизненной силы, и стиль Грифона. По его желанию Камиллу также делают новым генералом со стилем Феникса (27-й эпизод).
Затем погибает генерал Вайгер, изгнанный Дай Ши за неудачу в миссии уничтожения Красного Рейнджера и лишенный Силы Ринзин. Впечатленные его гибелью, Скорч и Снеппер решают, что Дай Ши должен быть свергнут, или избавлен от человеческой сущности Джаррода и от Камиллы вдобавок (28-й эпизод).
Тем временем дух Джаррода пробивается сквозь дух Дай Ши. Веря в то, что Джаррод может освободится, Кейси проникает в дворец Дай Ши и сражается с ним самим, пытаясь освободить Джаррода. В итоге дух Дай Ши покидает тело Джаррода. Джаррод и Камилла бегут к Рейнджерам, оставив Силу Ринзин. Снеппер уничтожен Рейнджерами, Джарродом и Камиллой (31-й эпизод).
Наступает финал войны зверей (32-й эпизод). Дай Ши посылает всех Ринши в город, а сам открывает ворота в мир мертвых и воскрешает большую часть убитых Рейнджерами монстров. Рейнджеры сражаются в городе с помощью Призрачных Рейнджеров и всех Мастеров, включая вернувшихся из мира мертвых Мастеров Мао, Лоупа, Риллы и Гуин. Последний из Фантомов - генерал Скорч, уничтожен.
С помощью собранного ранее ужаса и страха людей и частично похищенного духа Мастеров Ордена Когтя, Дай Ши принимает облик огромного многоголового дракона, который побеждает Мегазорды Рейнджеров. Однако затем Джаррод проникает внутрь Дай Ши и использует силу духа Льва, чтобы ослабить демона. После этого Лили, Кейси и Тео, как три избранных стража Дай Ши, собирают свою духовную энергию и ее сверхмощным зарядом уничтожают Дай Ши, положив конец этой войне.
После победы Доминик отправляется в странствие по миру, Лили и Тео остаются работать в "Карме Джунглей" вместе с ЭрДжеем. Камилла и Джаррод вступают в "Пай Шуа" как простые младшие ученики, решив начать свой путь с самого начала. Кейси преподает в их классе в "Пай Шуа". А повторившаяся в наши дни легенда о воинах, использующих в бою дух и стиль животных, снова становится легендой...

## Персонажи

### Рейнджеры
- Кейси Роудс — Красный Тигр-Рейнджер Ярости Джунглей. Роль играет Джейсон Смит.
- Лили Чилман — Жёлтый Гепард-Рейнджер Ярости Джунглей. Роль играет Анна Хатчисон.
- Тео Мартин — Синий Ягуар-Рейнджер Ярости Джунглей. Роль играет Альджин Абелла.
- Роберт «ЭрДжей» Джеймс — Волк-Рейнджер Ярости Джунглей. Роль играет Дэвид де Латур.
- Доминик «Дом» Харган  — Носорог-Рейнджер Ярости Джунглей. Роль играет Николай Николаефф.

### Рейнджеры Духа Джунглей
- Мастер Фант — наставник Лили. Рейнджер Духа Слона. Роль играет Брюс Алпресс.
- Мастер Свуп — наставник Тео. Рейнджер Духа Летучей Мыши. Роль играет Оливер Драйвер.
- Мастер Фин — родной отец ЭрДжея. Рейнджер Духа Акулы. Наставник Кейси. Роль играет Пол Гиттенс

### Союзники
- Фрэн — очень частая посетительница кафе. Стала работать там. Неравнодушна к Доминику Харгану. Роль играет Сара Томпсон.
- Флит — бывший враг Камиллы, которую она прокляла, превратив его в антропоморфную муху. Он должен оставаться в ее животе или умереть из-за слишком долгого пребывания на улице. Роль озвучивает Келсон Хендерсон.
- Мастер Мао — наставник рейнджеров, владеет стилем рыси. Роль играет Нэтаниэл Лис.
- Мастер Гуин — наставница Лили в загробном мире. Владеет стилем пингвина. Роль играет Мишель Лэнгстон.
- Мастер Рилла — наставник Кейси в загробном мире. Владеет стилем гориллы. Роль играет Стиг Элдред.
- Мастер Лоуп — наставник Тео в загробном мире. Владеет стилем антилопы. Роль играет Эндрю Лэнг.

### Антагонисты
- Дай Ши — главный антагонист и враг человечества. Питается страхом и ужасом людей, что делает его сильнее. Роль играет Беде Скиннер (когда он внутри Джаррода), озвучивает Джофф Долан (когда он в форме призрака и монстра).
- Камилла — правая рука Дай Ши, зелёный хамелеон-воин. Роль играет Холли Шанахан.

- Пять Когтей Яда — группа из пяти элитных Дай Ринши, которые были собраны Камиллой, чтобы уничтожить Могучих Рейнджеров и набрать страху людей с целью усиления Дай Ши. В знак своего высокого положения они в форме Дай Ринши носили шарфы разного цвета:
  - Наджа — моральный лидер Пяти Когтей Яда, хотя и не являлся фактическим лидером. Мастер стиля Кобры. Роль озвучивает Ричард Симпсон.
  - Рантипед — мастер стиля Сороконожки. Роль озвучивает Джералд Уркварт.
  - Стингрелла — мастер стиля Скорпиона и единственная женщина среди Пяти Когтей Яда. Роль озвучивает Сара Соммервиль.
  - Гекко — мастер стиля Геккона. Роль озвучивает Брюс Хопкинс.
  - Тоади — мастер стиля Жабы. Роль озвучивает Адам Гардинер.

Оверлорды — могущественные древние демоны, подобные самому Дай Ши и имевшие те же цели:
- Карнизор (небесный оверлорд) — мастер стиля Ястреба. Роль озвучивает Камерон Родс.
- Джеллика (морской оверлорд) — мастер стиля Медузы и единственная женщина в команде Оверлордов. Роль озвучивает Элизабет Истер.
- Гриззака (земной оверлорд) — самый мощный из всех Оверлордов. Мастер стиля Медведя-гризли. Роль озвучивает Дерек Джадж.

Звери-Фантомы — чрезвычайно могущественные древние демоны:
- Генерал Зверей-Фантомов Скорч — мастер стиля и духа Авалонского Дракона, и самый сильный среди Зверей-Фантомов. Роль озвучивает Марк Райт.
- Генерал Зверей-Фантомов Снеппер — мастер стиля Каймановой Черепахи и вместилище духа Василиска. Роль озвучивает Ричард Симпсон.
- Генерал Зверей-Фантомов Вайгер — мастер стиля Белого Тигра и вместилище духа Химеры. Роль озвучивает Джаред Тернер.
- Ринши — солдаты армии Дай Ши созданные им магическим образом из пыли и праха.

## Эпизоды
| № общий | № в сезоне | Название                                                               | Режиссёр          | Автор сценария | Дата премьеры    |
| ------- | ---------- | ---------------------------------------------------------------------- | ----------------- | -------------- | ---------------- |
| 637     | 1          | «Добро пожаловать в джунгли: Часть 1» «Welcome to the Jungle, Part I»  | Марк Бисли        | Брюс Калиш     | 18 февраля 2008  |
| 638     | 2          | «Добро пожаловать в джунгли: Часть 2» «Welcome to the Jungle, Part II» | Марк Бисли        | Джеки Маршан   | 18 февраля 2008  |
| 639     | 3          | «Дыхание тигра» «Sigh of the Tiger»                                    | Марк Бисли        | Джон Телеген   | 25 февраля 2008  |
| 640     | 4          | «Вкус яда» «A Taste of Poison»                                         | Чарли Хэскелл     | Джеки Маршан   | 3 марта 2008     |
| 641     | 5          | «Нельзя победить их всех» «Can't Win Them All»                         | Чарли Хэскелл     | Брюс Калиш     | 10 марта 2008    |
| 642     | 6          | «Танцы ночь напролёт» «Dance the Night Away»                           | Чарли Хэскелл     | Джон Телеген   | 17 марта 2008    |
| 643     | 7          | «Кусочек пиццы жизни» «Pizza Slice of Life»                            | Ванесса Александр | Дэвид Гарбер   | 24 марта 2008    |
| 644     | 8          | «Путь мастера» «Way of the Master»                                     | Ванесса Александр | Джеки Маршан   | 31 марта 2008    |
| 645     | 9          | «Хорошая карма, плохая карма» «Good Karma, Bad Karma»                  | Ванесса Александр | Джон Телеген   | 21 апреля 2008   |
| 646     | 10         | «Слепой ведёт слепца» «Blind Leading the Blind»                        | Майк Смит         | Джон Телеген   | 27 апреля 2008   |
| 647     | 11         | «Толчок на край» «Pushed to the Edge»                                  | Майк Смит         | Джеки Маршан   | 5 мая 2008       |
| 648     | 12         | «Одного учителя слишком много» «One Master Too Many»                   | Майк Смит         | Дэвид Гарбер   | 12 мая 2008      |
| 649     | 13         | «Призрачный шанс: Часть 1» «Ghost of a Chance, Part I»                 | Джонатан Бру      | Джон Телеген   | 19 мая 2008      |
| 650     | 14         | «Призрачный шанс: Часть 2» «Ghost of a Chance, Part II»                | Джонатан Бру      | Джеки Маршан   | 19 мая 2008      |
| 651     | 15         | «Плохая до крайности» «Bad to the Bone»                                | Джонатан Бру      | Брюс Калиш     | 2 июня 2008      |
| 652     | 16         | «Друзья не исчезают» «Friends Don't Fade Away»                         | Ванесса Александр | Элли Мондера   | 16 июня 2008     |
| 653     | 17         | «Я не лидер» «No "I" in Leader»                                        | Ванесса Александр | Уильям Картер  | 23 июня 2008     |
| 654     | 18         | «Истинные друзья - истинные духи» «True Friends, True Spirits»         | Ванесса Александр | Аран Хафи      | 30 июня 2008     |
| 655     | 19         | «Тропа носорога» «Path of the Rhino»                                   | Джонатан Бру      | Нико Мэнли     | 7 июля 2008      |
| 656     | 20         | «Рывок за кинжалом» «Dash for the Dagger»                              | Джонатан Бру      | София Спрайтти | 14 июля 2008     |
| 657     | 21         | «Гонка до нексуса» «Race to the Nexus»                                 | Джонатан Бру      | Патрик Скюэль  | 21 июля 2008     |
| 658     | 22         | «Явление кристальных глаз» «Arise the Crystal Eyes»                    | Джонатан Бру      | Кейси С. Неки  | 28 июля 2008     |
| 659     | 23         | «Страх и фантомы» «Fear and the Phantoms»                              | Майк Смит         | Грейс Арвин    | 4 августа 2008   |
| 660     | 24         | «Синий Рейнджер, дважды в опасности» «Blue Ranger, Twin Danger»        | Майк Смит         | КиДжей Бекман  | 11 августа 2008  |
| 661     | 25         | «Ещё один последний шанс» «One Last Second Chance»                     | Майк Смит         | Элли Мондера   | 18 августа 2008  |
| 662     | 26         | «Не раскатывай это тесто» «Don't Blow That Dough»                      | Марк Бисли        | Джон Телеген   | 29 сентября 2008 |
| 663     | 27         | «Падение тигра, восхождение льва» «Tigers Fall, Lions Rise»            | Люк Робинсон      | Джон Эдвард    | 6 октября 2008   |
| 664     | 28         | «Дух доброты» «The Spirit of Kindness»                                 | Люк Робинсон      | Мони Замазене  | 13 октября 2008  |
| 665     | 29         | «Мэрил и обезьяны» «Maryl and the Monkeys»                             | Люк Робинсон      | Брюс Калиш     | 20 октября 2008  |
| 666     | 30         | «Заслужи свои полосы» «To Earn Your Stripes»                           | Марк Бисли        | Джеки Маршан   | 27 октября 2008  |
| 667     | 31         | «Путь справедливости» «Path of the Righteous»                          | Марк Бисли        | Джон Телеген   | 3 ноября 2008    |
| 668     | 32         | «Время последней ярости» «Now the Final Fury»                          | Марк Бисли        | Джеки Маршан   | 3 ноября 2008    |